# Guglielmo Agnelli

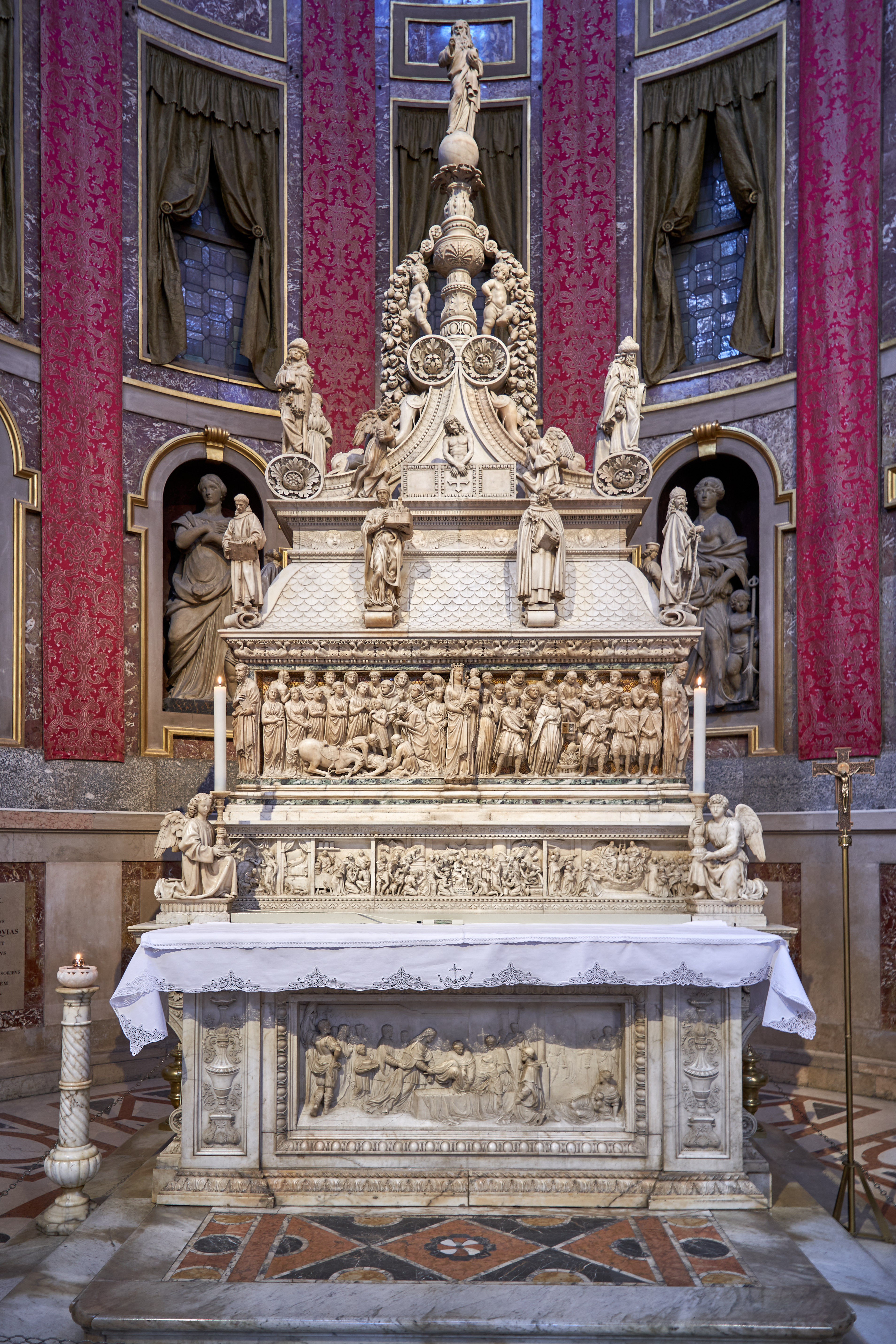
Sépulcre de Saint Dominique

Fra Guglielmo Agnelli (vers 1238-1313) est un sculpteur et architecte italien né à Pise. Membre de l'Ordre des Dominicains, il est particulièrement connu pour ses collaborations avec Nicola Pisano et ses contributions à l'art gothique italien.

## Biographie
Elève du célèbre sculpteur Nicola Pisano, Agnelli s'est imprégné des formes classiques de l'art gréco-romain.
Entré dans l'Ordre des Dominicains en 1257 en tant que frère convers, il a rapidement été impliqué dans divers projets architecturaux, notamment la construction du campanile de la Badia a Settimo (en) près de Florence.
Le sépulcre de Saint Dominique à Bologne représente son œuvre la plus célèbre. Réalisé en collaboration avec Pisano, il comprend une série de reliefs narratifs qui illustrent la vie et les miracles du saint. Agnelli a notamment travaillé sur les scènes de la vie de Saint Dominique, révélant un talent certain pour la narration et la représentation des émotions. Bien que ces reliefs soient marqués par une certaine rigidité caractéristique de l'époque, ils témoignent d'une maîtrise technique remarquable.
On lui attribue aussi la chaire de San Giovanni Fuorcivitas à Pistoia.
À partir de 1293, Agnelli a travaillé à la Cathédrale d'Orvieto. Bien que sa contribution exacte à la décoration sculpturale de cette cathédrale soit difficile à établir avec certitude, on lui attribue généralement des bas-reliefs et des chapiteaux. La durée de son séjour à Orvieto est également inconnue.
En 1304, il est engagé dans des travaux de sculpture et d'architecture dans sa ville natale de Pise, et est appelé à orner la façade de l'Église San Michele in Borgo de bas-reliefs historiques. Ces travaux, ainsi que son travail sur d'autres parties de cette église et la construction d'un pupitre, l'occupèrent pendant les neuf dernières années de sa vie.
Vincenzo Marchese décrit Agnelli non seulement comme étant un des premiers sculpteurs dominicains, mais aussi « parmi les plus grands sculpteurs italiens, surpassant de loin tous les contemporains. Arnolfo, Giovanni Pisano et son maître exceptés ».